# Coronel Marcelino Maridueña
Coronel Marcelino Maridueña egy város Guayas tartományban, Ecuadorban. Coronel Marcelino Maridueña kanton székhelye.
A 2001-es népszámláláskor 10 697 ember élt a kanton határain belül.
A legfontosabb termesztett növények: cukornád, banán, és trópusi gyümölcsök.
Fontosabb folyók: Chimbo, Chanchán, és a Barranco Alto.
Szent Charles Borromeo a város védőszentje.
1. ↑  https://app.powerbi.com/view?r=eyJrIjoiNWUzMjQwOWMtZjFhOS00NjczLTk0YTItNjcwZmRmY2YxMjkyIiwidCI6ImYxNThhMmU4LWNhZWMtNDQwNi1iMGFiLWY1ZTI1OWJkYTExMiJ9